# Юго-Западный регион (Камерун)
Ю́го-Запа́дный регио́н (англ. Southwest Region; фр. Région du Sud-Ouest) (до 2008 г. — Юго-Западная провинция) — регион на западе Камеруна, до 1961 г. являлся частью Южного Камеруна (часть Британского Камеруна). Административный центр — город Буэа. Граничит с Северо-Западным, Западным, Прибрежным регионами страны, и Нигерией, на юге омывается Биафрским заливом.
Один из двух англоязычных регионов страны (второй: Северо-Западный регион). Имеются сепаратистские настроения против франкоязычного господства в стране. Как и Северо-Западный регион, Юго-Западный имеет значительно лучшую инфраструктуру, чем франкоязычная часть страны. В городе Буэа имеется университет.

## Административное деление
Регион делится на 6 департаментов:
1. Фако (Fako) — 2 093 км²

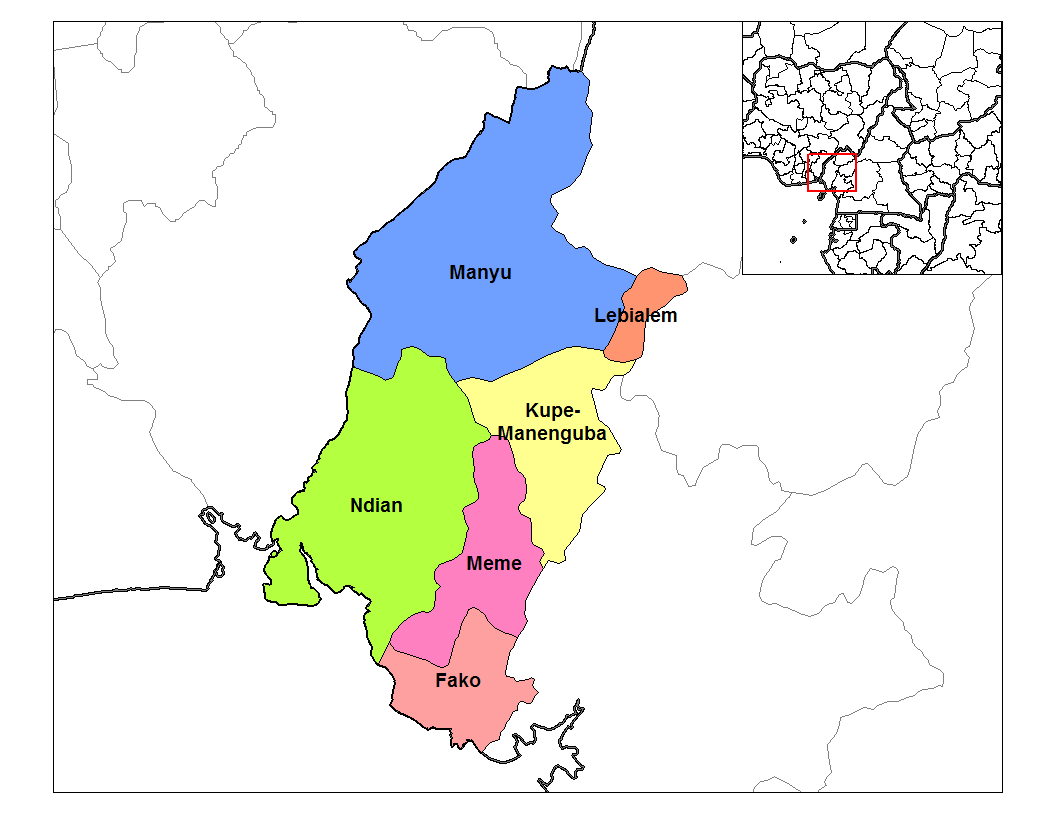
Департаменты Юго-Западного региона

2. Купе-Маненгуба (Koupé-Manengouba) — 3 404 км²
3. Лебьялем (Lebialem) — 617 км²
4. Манью (Manyu) — 9 565 км²
5. Меме (Meme) — 3 105 км²
6. Ндиан (Ndian) — 6 626 км²

Всего — 25 410 км².